# Onitsha
Onitsha   este un oraș  în sudul Nigeriei, în statul Anambra. Este port fluvial pe Niger.